# Пойгумбаз

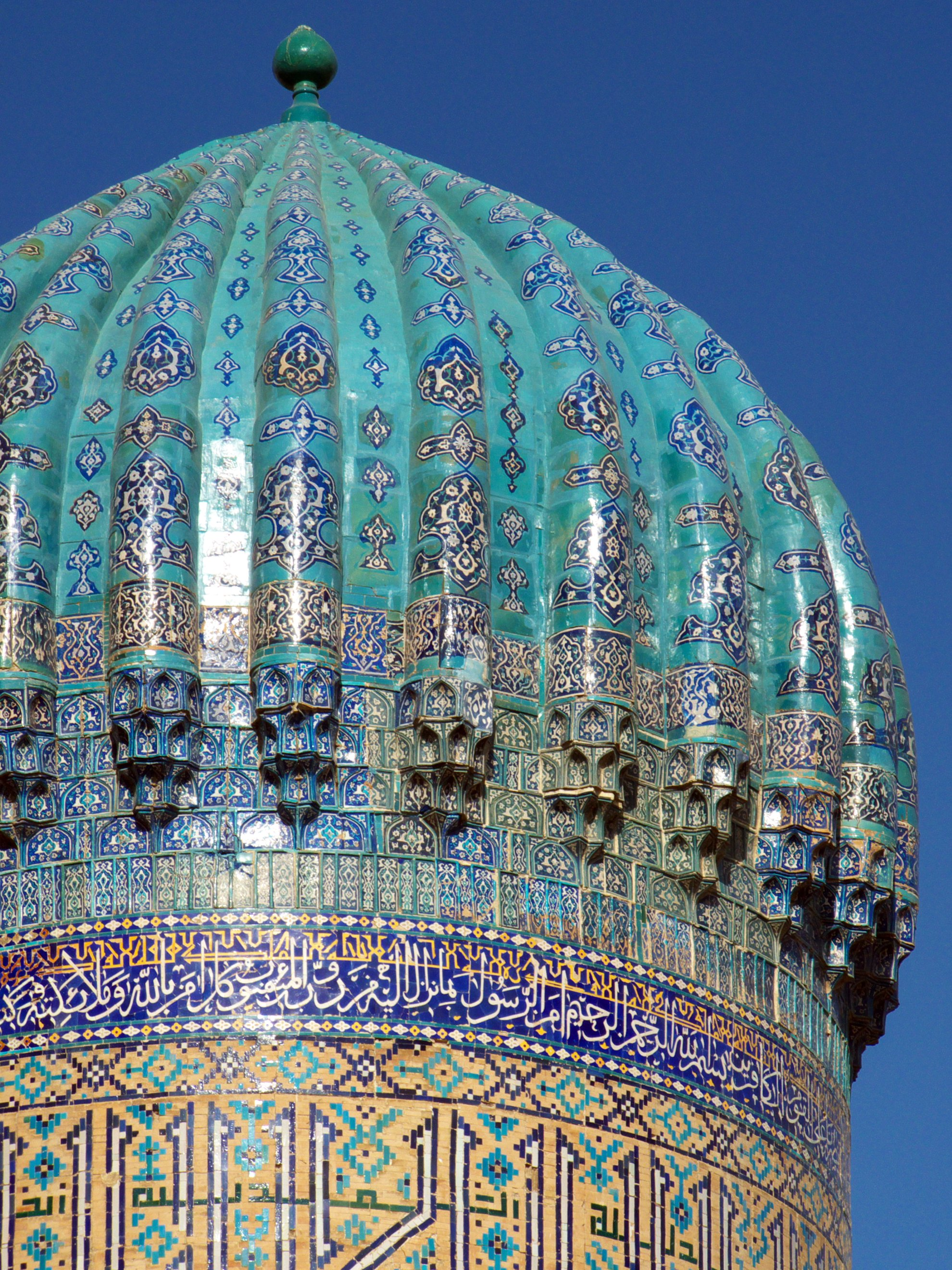
Пойгумбаз на примере купола Медресе Шердор в Самарканде.

Пойгумбаз (от персидского пой پا — нога, гумбаз گنبد — купол; буквально нога купола) — название основания купола зданий восточной, прежде всего персидской и среднеазиатской архитектуры.
Пойгумбаз является основанием купола (перс. гумбаз). У пойгумбаза традиционно с четырёх или двух сторон делают двери с фигурной решёткой. Обычно цвет пойгумбаза отличается от цвета самого купола и в основном повторяет цвета остальной части здания. В пойгумбаз традиционно вписаны изречения из Корана и другие фигурные изображения.

## Источник
- Национальная энциклопедия Узбекистана. — Ташкент: Издательство НЭУ, 2000. — Т. 1.